# Robert Forhan
Robert Norman Forhan, dit Bob Forhan (né le 27 mars 1936 à Newmarket (Ontario) et mort le 3 juin 2018), est un joueur canadien de hockey sur glace. Lors des Jeux olympiques d'hiver de 1960, il remporte la médaille d'argent.

## Palmarès
- Médaille d'argent aux Jeux olympiques de Squaw Valley en 1960